# Ministério do Equipamento, do Planeamento e da Administração do Território
O Ministério do Equipamento, do Planeamento e da Administração do Território (MEPAT) foi um departamento do Governo de Portugal, com responsabilidade executiva nas áreas das obras públicas, transportes, comunicações, administração local, ordenamento do território, planeamento e desenvolvimento regional. O ministério foi criado em 1996, resultando da fusão do Ministério do Equipamento Social com o Ministério do Planeamento e da Administração do Território.
O MEPAT foi extinto em 1999, passando as suas funções relativas a obras públicas, transportes e comunicações, para o restaurado Ministério do Equipamento Social, as relativas ao ordenamento do território para o novo Ministério do Ambiente e do Ordenamento do Território e as restantes para o novo Ministério do Planeamento.
As funções do antigo MEPAT encontram-se, hoje, essencialmente divididas pelo actual Ministério das Obras Públicas, Transportes e Comunicações e pelo Ministério do Ambiente, do Ordenamento do Território e do Desenvolvimento Regional

## Titular
O único ministro do Equipamento, do Planeamento e da Administração do Território foi João Cravinho, quando o ministério foi criado no XIII Governo Constitucional, dirigido por António Guterres. O seu mandato começou a 15 de janeiro de 1996 e terminou a 25 de outubro de 1999.
| Período     | Ministro      | Governo                     |
| ----------- | ------------- | --------------------------- |
| 1996 – 1999 | João Cravinho | XIII Governo Constitucional |